# Винник В'ячеслав Григорович
В'ячеслав Григорович Винник (нар. 3 грудня 1938, Дніпродзержинськ) — український радянський кінорежисер, актор і сценарист. Нагороджений медаллю.

## Біографія
Народився 3 грудня 1938 року у Дніпродзержинську в родині службовця. У 1963—1966 роках навчався на факультеті військових перекладачів Київського державного університету ім. Т. Г. Шевченка. У 1971 році закінчив режисерський факультет Київського державного інституту театрального мистецтва ім. І. К. Карпенка-Карого. З 1971 року — режисер Одеської кіностудії.
Поставив фільми: «Мужицька арифметика» (1970), «У порту зустрічають пароплави» (1971), «Легка вода» (1972), «Прощавайте, фараони!» (1974, у співавт. з Д. Черкаським), «...і чудова мить перемоги» (1984, Золота медаль Всесоюзного фестивалю спортивних фільмів, Рига, 1985). Знявся у епізодах фільмів: «Білий птах з чорною ознакою» (1970, реж. Ю. Іллєнко), «Відвага» (1971, реж. Г. Юнгвальд-Хількевич), «Море нашої надії» (1971, реж. Г. Овчаренко), «Хлопчину звали Капітаном» (1973, реж. М. Толмачов). Написав сценарій до фільму «Така вона, гра» (1976, у співавт. з С. Токаревим, реж. В. Попков, М. Малецький).
Член Національної спілки кінематографістів України.